# Golpe de Estado na República Centro-Africana em 1981
O golpe de Estado da República Centro-Africana em 1981 ocorreu em 1 de setembro de 1981 quando o general André Kolingba depôs David Dacko em um golpe militar sem derramamento de sangue enquanto Dacko estava fora do país viajando para uma visita de Estado oficial a Líbia.   No dia seguinte ao golpe, foi criado um "Comitê Militar para Recuperação Nacional" (em francês:  Comite Militaire pour le Redressement National - CMRN) liderado por Kolingba. O Comitê suspendeu a constituição e limitou a atividade dos partidos políticos.  O regime militar de Kolingba prometeu realizar eleições e livrar-se da corrupção, porém durante os próximos quatro anos a corrupção aumentou e o Comitê repetidamente adiou as eleições planejadas. Em 1982, o regime sobreviveria a uma tentativa de golpe. 